# UN-Klimakonferenz in Baku 2024

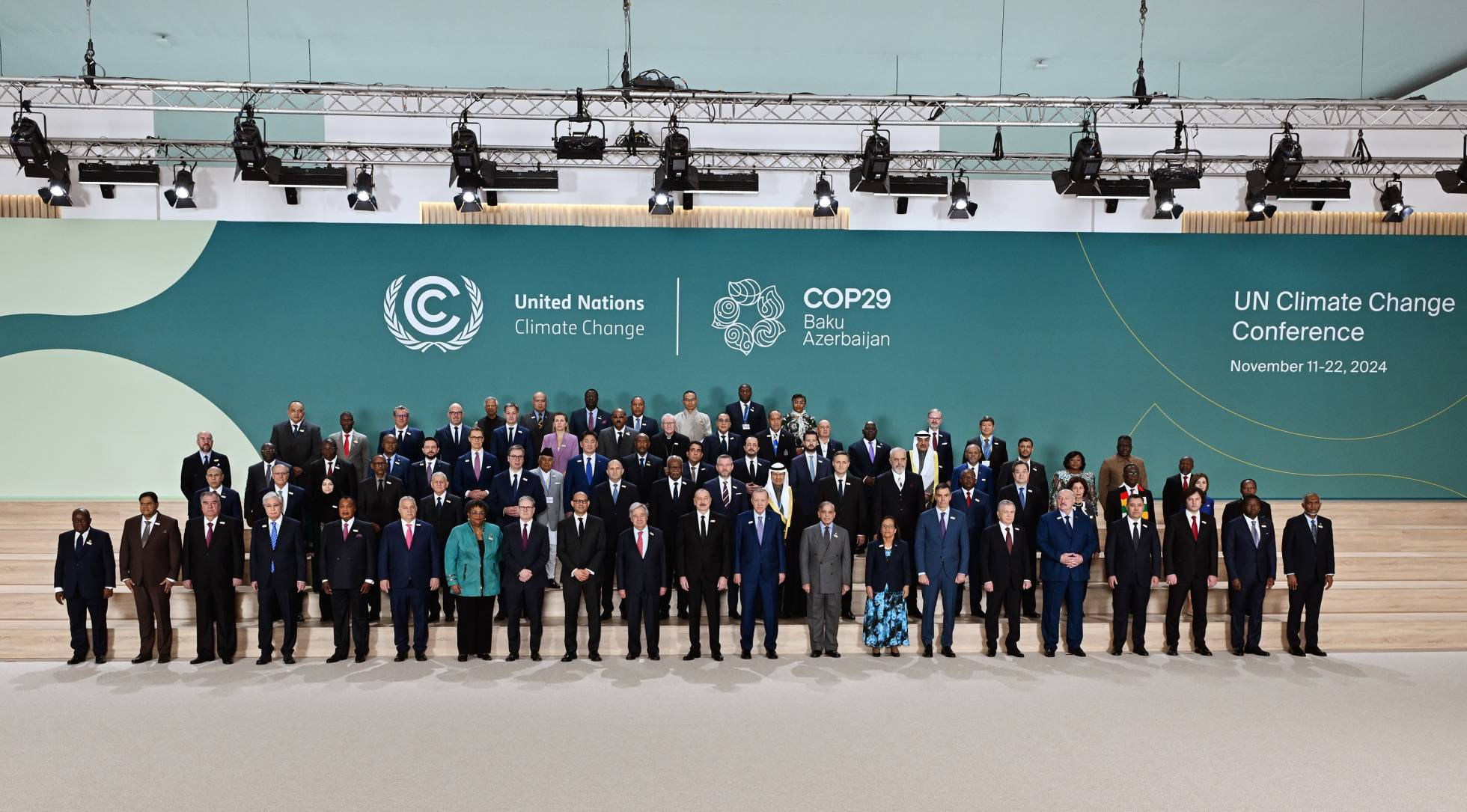
Gruppenfoto von Regierungschefs auf der COP 29 (12. November 2024)

Die UN-Klimakonferenz in Baku 2024 (COP 29, United Nations Framework Convention on Climate Change, 29th Conference of the Parties, auch 29. Weltklimakonferenz) fand vom 11. bis zum 24. November des Jahres in Baku statt, der Hauptstadt Aserbaidschans.

## Austragungsort und Vorsitz
Der Austragungsort der jährlichen UN-Klimakonferenz rotiert zwischen den fünf Ländergruppen der Vereinten Nationen: der afrikanischen, der asiatisch-pazifischen, der lateinamerikanisch-karibischen, der osteuropäischen und der westeuropäisch-nordamerikanisch-australischen; 2024 war die osteuropäische Gruppe mit u. a. den Kaukasusstaaten Georgien, Armenien und Aserbaidschan an der Reihe. Hier hatte sich zwar auch Bulgarien interessiert, was von Russland blockiert wurde: Es werde keinem Mitglied der Europäischen Union zustimmen – aufgrund des Konsensprinzips blieb nur Aserbaidschan.
Den Vorsitz übernahm Muxtar Babayev, langjähriger Mitarbeiter des staatlichen aserbaidschanischen Ölkonzerns State Oil Company of Azerbaijan Republic (SOCAR, dort war Babayev einige Jahre Vizepräsident für ökologische Angelegenheiten) sowie seit 2018 amtierender Umweltminister des westasiatischen Staates. Er soll einmal gesagt haben, dass er Aserbaidschans Verantwortungsbewusstsein für die Umwelt stärken und gleichzeitig die Öl- und Gasförderung ausbauen wolle. Der stellvertretende aserbaidschanische Außenminister Yalçın Rəfiyev nahm die Rolle des Verhandlungsführers ein.

## Vorbereitung
Nach anfänglicher Kritik hat der aserbaidschanische Präsident İlham Əliyev einem Bericht zufolge Anfang 2024 auch zwölf Frauen in das bis dahin aus lediglich 28 Männern bestehende Vorbereitungskomitee aufgenommen, darunter Umayra Tağıyeva, die stellvertretende Ministerin für Ökologie und natürliche Ressourcen des Staates, die Menschenrechtsbeauftragte Səbinə Əliyeva sowie Bahar Muradova, die Vorsitzende des nationalen Ausschusses für Familien-, Frauen- und Kinderprobleme.

Zur inhaltlichen Vorbereitung fand am 25. und 26. April 2024 in Berlin der 15. Petersberger Klimadialog statt; hier ging es in erster Linie um die Aufstellung konkreter nationaler Klimaschutzpläne und Formulierung von Zwischenzielen sowie um Wege der Finanzierung. Vom 3. bis 14. Juni des Jahres diskutierten bald 6000 Delegierte aus nahezu allen Staaten der Welt auf der Zwischenkonferenz zur Vorbereitung der nächsten COP im World Conference Center Bonn über Lösungen für strittige Fragen der Klimafinanzierung – eine hier auf der UN-Klimakonferenz in Paris 2015 verlängerte Regelung läuft 2025 aus. Die ehemalige bundesdeutsche Hauptstadt Bonn ist Sitz des UN-Klimasekretariats.

## Teilnehmer
Nach der Rekordteilnahme von fast 84.000 Menschen auf der letztjährigen Konferenz in Dubai wurde die Teilnehmerzahl auf etwa 40.000 Personen begrenzt. Über 100 Staats- und Regierungschefs haben ihre Teilnahme bestätigt; einige senden jedoch nur Vertreter. So nimmt US-Präsident Joe Biden nicht teil, die Delegation der Vereinigten Staaten wird vom Klima-Sondergesandten John Podesta angeführt. Die Präsidentin der EU-Kommission Ursula von der Leyen wird vertreten durch den Präsidenten des Europäischen Rates Charles Michel, den EU-Kommissar für Klimaschutz Wopke Hoekstra und Energiekommissar Kadri Simson. Der Regierungschef der Niederlande, Dick Schoof, begründete seine Nichtteilnahme mit „großen gesellschaftlichen Auswirkungen“ der gewaltsamen Angriffe auf israelische Fußballfans in seinem Staat. Bundeskanzler Olaf Scholz sagte seine geplante Teilnahme kurzfristig wegen der deutschen Regierungskrise ab. Anreisen werden aber Bundeswirtschaftsminister Robert Habeck, Bundesumweltministerin Steffi Lemke und Bundesaußenministerin Annalena Baerbock. Ebenso nicht persönlich teilnehmen werden der französische Staatspräsident Emmanuel Macron, da Frankreich die Militäroffensive Aserbaidschans 2023 gegen die Reste der armenischen Republik Arzach in der Region Karabach verurteilt, Brasiliens Präsident Luiz Inácio Lula da Silva, dessen Staat 2025 Gastgeber der COP30 ist, der König des Vereinigten Königreichs Charles III., Kanadas Premierminister Justin Trudeau, Indiens Premierminister Narendra Modi, Chinas Präsident Xi Jinping, Südafrikas Staatschef Cyril Ramaphosa und Australiens Premierminister Anthony Albanese. Die Delegation Russlands wird angeführt von Ministerpräsident Michail Mischustin. Das vom Klimawandel besonders bedrohte Papua-Neuguinea entsendet nur eine kleine Delegation von Regierungsbeamten, um dagegen zu protestieren, dass die großen Staaten „den Opfern des Klimawandels nicht schnell genug helfen“. Sein Außenminister Justin Tkatchenko bezeichnete die Teilnahme an hochrangigen Gesprächen als „totale Zeitverschwendung“.
Argentinien – dessen Präsident Javier Milei den menschengemachten Klimawandel leugnet – rief seine Delegation kurz nach Beginn der Konferenz vorzeitig zurück. Kurz zuvor hatte er mit dem designierten US-Präsidenten Donald Trump telefoniert, der gemäß der New York Times erneut aus dem Pariser Klimaschutzabkommen auszusteigen plant.
An der COP29 nahmen mindestens 1773 Lobbyisten fossiler Konzerne teil.

## Kritik

### Austragungsort
Die Umweltorganisation Global Witness warf dem stark auf Öl- und Gasexporten basierenden Staat vor, in den Folgejahren deutlich mehr fossiles Gas fördern zu wollen. Die Energieversorgung Aserbaidschans ruht zu 98 Prozent auf fossilen Brennstoffen, zwei Drittel des Staatseinkommens stammen aus dem Export von Öl und Gas. Investigativrecherchen der Organisation legen nahe, dass die Konferenz wie in vergangenen Jahren – unter Beteiligung der Veranstalter – zu Vertragsverhandlungen von fossilen Energieträgern genutzt werden könnte.
Während der Austragung der COP 29 sind die See- und Landgrenzen des Staates geschlossen sowie die Ein- und Ausreise nur per Flugzeug möglich. Laut Greta Thunberg bediene sich die aserbaidschanische Regierung zudem des Greenwashings, indem sie „eine ‚Grüne Energie-Zone‘ in Gebieten baut, in denen die Bevölkerung [von Armeniern] ethnisch ‚gesäubert‘ wurde.“
Neben der Pressefreiheit ist in Aserbaidschan auch die Meinungs- und Versammlungsfreiheit erheblich eingeschränkt. Regierungskritiker werden verfolgt und inhaftiert; laut Human Rights Watch sind zahlreiche politische Aktivisten in Gefangenschaft. Auf der jährlichen Rangliste der Pressefreiheit der Nichtregierungsorganisation Reporter ohne Grenzen liegt der Staat auf Platz 151 von 180.

### Gegenveranstaltungen
Ähnlich wie in früheren Jahren veranstalten Kritiker weltweit „Gegenkonferenzen“ zur COP29. So kommen etwa zur Good COP in Berlin und der AntiCOP im mexikanischen Oaxaca Aktivisten, Ökonomen und Wissenschaftler zusammen.

### Affäre um Elnur Soltanov
Anfang November 2024 wurde bekannt, dass der COP29-Hauptgeschäftsführer Elnur Soltanov heimlich dabei gefilmt wurde, wie er während eines Treffens potenzielle Investitionen in Aserbaidschans Öl- und Gasindustrie besprach. Laut BBC-Berichten nutzte ein verdeckter Ermittler eine falsche Identität, um Soltanov zu einem Gespräch über fossile Brennstoffe und mögliche Geschäfte zu bewegen. Soltanov – auch stellvertretender Energieminister Aserbaidschans – verteidigte die Rolle von Gas als „Übergangsbrennstoff“, sprach aber auch über Pläne, die Gasproduktion auszubauen. Dieses Verhalten wurde von ehemaligen COP-Funktionären als Verrat an den Klimazielen bezeichnet, da die Konferenz eigentlich dem globalen Ausstieg aus fossilen Brennstoffen dient.